# Poultonella
Genre
Poultonella est un genre d'araignées aranéomorphes de la famille des Salticidae.

## Distribution
Les espèces de ce genre sont endémiques des États-Unis.

## Liste des espèces
Selon World Spider Catalog (version 18.0, 06/05/2017) :
- Poultonella alboimmaculata (Peckham & Peckham, 1883)
- Poultonella nuecesensis Cokendolpher & Horner, 1978

## Publication originale
- Peckham & Peckham, 1909 : Revision of the Attidae of North America. Transactions of the Wisconsin Academy of Sciences, Arts, and Letters, vol. 16, no 1, p. 355-655 (texte intégral).